# Peter McCurtin
Peter McCurtin, né le 15 octobre 1929 en Irlande et mort en 1997, est un écrivain américain, auteur de roman policier et de roman western.

## Biographie
Auteur-maison des éditions Belmont Books et Dell Publishing, il crée et participe à plusieurs séries western ou policières.
En 1970, il crée le personnage de Carmody, un outlaw de l'Ouest américain. La même année, il commence avec Mafioso (Mafioso), une série de romans consacrée à la mafia américaine. Ce roman est finaliste pour le prix Edgar-Allan-Poe du meilleur livre de poche original en 1971. Il est adapté dans un film italien avec le titre Le Boss (Il boss) réalisé par Fernando Di Leo en 1973. La série se poursuit avec, entre autres romans, Tchao Benito ! (The Syndicate) qui est, selon Claude Mesplède, « une curieuse intrigue que ce contrat délivré par la Mafia contre un leader fasciste pour se venger de faits antérieurs de quelque trente ans. L'ouvrage est bien documenté sur le milieu fasciste et, par divers faits historiques cités, l'auteur ne cache pas ses antipathies pour tous les enfants de Hitler. Bien construit et assez étonnant pour un livre de série ».
En 1971, il publie Les Bagnards héroïques (Escape From Devil's Island) qui, d'après Claude Mesplède, est une « curieuse histoire qui tranche singulièrement sur les habituels récits d'évasion, réels, ou imaginaires. Ici, le but est presque noble, les bagnards, s'ils cherchent la liberté fuient aussi le régime pro-allemand qui s'installe dans le camp. (…) Plus qu’une histoire sur le bagne, c’est l'homme qui est au centre de ce livre, de ses penchants les plus vils aux causes très nobles pour lesquelles il est parfois prêt à mourir ».
De 1973 à 1975, sous le pseudonyme de Bruno Rossi, il écrit une série western, Sharpshooter. En 1973, il crée le personnage de Philip Magellan, surnommé The Marksman, pour une série tout d’abord signée Peter McCurtin, puis Frank Scarpetta. De 1976 à 1984, il écrit la série Soldier of Fortune. En 1979, il revient au genre western avec la série Sundance, initialement créée par Ben Haas. En 1982, il publie Rockwell, récit fictif de la vie de Porter Rockwell (en).

## Œuvre

### Romans signés Peter McCurtin

#### SérieCarmody
- Hangtown (1970)
- The Slavers (1970)
  - L'Enfer des indiens, Le Masque western no 106 (1974)
- Tough Bullet (1970)
- Tall Man Riding (1970)
- The Killers (1971)
- Screaming on the Wire (1971)

#### SérieMafia
- Mafioso (1970)
  - Mafioso, Série noire no 1445 (1971)
- The Sun Dance Murders (1970)
- Omerta (1972)
  - L'Omerta, Série noire no 1632 (1974)
- The Syndicate (1972)
  - Tchao Benito !, Série noire no 1572 (1973)
- Arizona Hangtown (1972)
- Cosa Nostra (1972) (autre titre The Hit)
  - Cosa nostra, Série noire no 1508 (1972)
- Loanshark (1979)
- Minnesota Strip (1979)
- Murder in the Penthouse (1980)
- The Exterminator (1980)

#### SérieAssassin
- Manhattan Massacre (1973)
- New Orleans Holocaust (1973)
- Boston Bust Out (1973)

#### SérieMarksman
- Vendetta (1973)
- Death Hunt (1973)

#### SérieSoldier of Fortune
- Massacre At Umtali (1976)
- The Deadliest Game (1976)
- Spoils of War (1978)
- The Guns Of Palembang (1977)
- First Blood (1977)
- Ambush at Derati Wells (1977)
- Yellow Rain (1984)
- Moro (1984)
- Kalahari (1984)
- Golden Triangle (1984)
- Death Squad (1985)
- Operation Hong Kong (1977)
- Bloodbath (1985)
- Body Count (1977)
- Somali Smashout (1985)
- Battle Pay (1978)
- Blood Island (1985)

#### SérieSundance
- The Nightriders (1979)
- Death Dance (1979)
- The Savage (1979)
- Day of the Halfbreeds (1979)
- Los Olvidados (1980)
- The Marauders (1980)
- Scorpion (1980)
- Hangman's Knot (1980)
- Apache War (1980)
- Gold Strike (1980)
- Trail Drive (1981)
- Iron Men (1981)
- Drumfire (1982)
- Buffalo War (1981)
- The Hunters (1981)
- The Cage (1982)
- Choctaw County War (1982)
- Texas Empire (1982)

#### Autres romans
- Escape From Devil's Island (1971)
  - Les Bagnards héroïques, Série noire no 1525 (1972)
- Rockwell (1982)
- Summer Friends (1983)

### Romans signés Gene Curry

#### SérieJim Saddler
- A Dirty Way to Die (1979)
- Wildcat Woman (1979)
- Colorado Crossing (1979)
- Hot As a Pistol (1980)
- Wild Wild Women (1980)
- Ace in the Hole (1980)
- Yukon Ride (1980)

### Romans signés Bruno Rossi

#### SérieSharpshooter
- The Killing Machine (1973)
- Blood Oath (1973)
- Blood Bath (1973)
- The Worst Way to Die (1974)
- Night of the Assassins (1974)
- Muzzle Blast (1974)
- Headcrusher (1974)
- No Quarter Given (1974)
- Stiletto (1974)
- Mafia Death Watch (1975)
- Triggerman (1975)
- Scarfaced Killer (1975)
- Savage Slaughter (1975)
- Las Vegas Vengeance (1975)

### Romans signés Frank Scarpetta

#### SérieMarksman
- Kill Them All (1973)
- Mafia Wipe-out (1973)
- Headhunter (1973)
- Death to the Mafia (1973)
- Slaugherhouse (1973)
- Stone Killer (1974)
- Body Count (1974)
- Open Contract (1974)
- Counterattack (1974)
- Mafia Massacre (1974)
- Kiss of Death (1974)
- Kill! (1974)
- Die Killer Die! (1975)
- This Animal Must Die (1975)
- Killer On the Prowl (1975)
- The Torture Contract (1975)
- Icepick in the Spine (1975)
- Murder Machine (1975)

## Filmographie

### Adaptation
- 1973 : Le Boss (Il boss), film italien réalisé par Fernando Di Leo, adaptation du roman Mafioso

## Sources
- Claude Mesplède, Les Années "Série noire" : bibliographie critique d'une collection policière, vol. 3 : 1966-1972, Amiens, Editions Encrage, coll. « Travaux / 22 », 1994, 4 p. (ISBN 978-2-906389-53-3), p. 259.
- Claude Mesplède, Les Années "Série noire" bibliographie critique d'une collection policière, t. 4 : 1972-1982, Amiens, Encrage, coll. « Travaux » (no 25), 1995, 318 p. (ISBN 978-2-906389-63-2), p. 13-21-22-49-83.
- Claude Mesplède et Jean-Jacques Schleret, SN, voyage au bout de la Noire : inventaire de 732 auteurs et de leurs œuvres publiés en séries Noire et Blème : suivi d'une filmographie complète, Paris, Futuropolis, 1982 (OCLC 11972030), p. 248-249